# Conseil départemental de Saône-et-Loire
Le conseil départemental de Saône-et-Loire est l'assemblée délibérante du département français de Saône-et-Loire, collectivité territoriale décentralisée. Son siège se trouve à Mâcon.

## Le président
Le conseil départemental de Saône-et-Loire est présidé par André Accary (Union pour l'avenir de la Saône-et-Loire), conseiller départemental du canton de Paray-le-Monial, en binôme avec Carole Chenuet, depuis le 2 avril 2015. Il prend la succession de Rémi Chaintron.

## Les vice-présidents actuels
L'institution compte actuellement 15 vice-présidents qui se partagent les compétences du conseil départemental , :
- 1er vice-président : Sébastien Martin (Aménagement du territoire, infrastructures et route, RCEA)
- 2e : Claude Cannet (Maintien domicile, personnes âgées et personnes en situation de handicap, affaires sociales)
- 3e : Anthony Vadot (Finances et administration générale du Département)
- 4e : Catherine Amiot (Transition écologique, plan environnement, mobilités douces et forêts)
- 5e : Frédérique Brochot (Agriculture, viticulture, alimentation et fonds européens)
- 6e : Christine Robin (Insertion sociale et professionnelle, emploi, formation, économie sociale et solidaire, politique de la ville)
- 7e : Jean-Patrick Courtois (relation institutionnelles, relations internationales, sécurité et prévention de la délinquance)
- 8e :  Amelle Deschamps (Familles, protection de l'enfance et violences intrafamiliales)
- 9e : Dominique Lotte (santé, citoyenneté, services publics)
- 10e : Élisabeth Roblot (Tourisme, attractivité du territoire)
- 11e : Arnaud Durix (Très haut débit, développement et usages numériques)
- 12e : Mathilde Chalumeau (Éducation, collèges et jeunesses)
- 13e : Jean-Vianney Guigue (Habitat)
- 14e : Sophie Clément (Vie associative)
- 15e : Pierre Berthier (Sport, Culture et patrimoine)

## Composition du conseil départemental
Le conseil départemental de Saône-et-Loire comprend 58 conseillers départementaux issus des 29 cantons de Saône-et-Loire.
|                                      |       |       |      |                                          |
| Président du Conseil départemental   |       |       |      |                                          |
| André Accary (LR)                    |       |       |      |                                          |
| Parti                                | Sigle | Sigle | Élus | Groupes                                  |
| Majorité (46 sièges)                 |       |       |      |                                          |
| Les Républicains                     |       | LR    | 22   | Union pour l'avenir de la Saône-et-Loire |
| Divers droite                        |       | DVD   | 15   | Union pour l'avenir de la Saône-et-Loire |
| Union des démocrates et indépendants |       | UDI   | 3    | Union pour l'avenir de la Saône-et-Loire |
| Divers centre                        |       | DVC   | 2    | Saône-et-Loire Unie                      |
| Divers droite                        |       | DVD   | 2    | Saône-et-Loire Unie                      |
| Divers gauche                        |       | DVG   | 2    | Saône-et-Loire Unie                      |
| Opposition (12 sièges)               |       |       |      |                                          |
| Parti socialiste                     |       | PS    | 7    | Gauche 71                                |
| Divers gauche                        |       | DVG   | 3    | Gauche 71                                |
| Parti communiste français            |       | PCF   | 1    | Gauche 71                                |
| Parti radical de gauche              |       | PRG   | 1    | Gauche 71                                |

## Liste des présidents du conseil général de Saône-et-Loire
| Période                            | Période                      | Identité                     | Étiquette                    | Étiquette                    | Canton d'élection            | Canton d'élection |
| Président du conseil général       | Président du conseil général | Président du conseil général | Président du conseil général | Président du conseil général | Président du conseil général |                   |
| ---------------------------------- | ---------------------------- | ---------------------------- | ---------------------------- | ---------------------------- | ---------------------------- | ----------------- |
| 1945                               | 1946                         | Jean-Marie Gillot            |                              | SFIO                         | Montchanin                   |                   |
| 1946                               | 1949                         | Albert Gorce                 |                              | SFIO                         | Chauffailles                 |                   |
| 1949                               | 1951                         | Charles Borgeot              |                              | RAD                          | Verdun-sur-le-Doubs          |                   |
| 1951                               | 1952                         | Jules Petitjean              |                              | RAD                          | Beaurepaire-en-Bresse        |                   |
| 1952                               | 1962                         | Charles Borgeot              |                              | RAD                          | Verdun-sur-le-Doubs          |                   |
| 1962                               | 1970                         | Marc Humbert                 |                              | SFIO                         | Gueugnon                     |                   |
| 1970                               | 1979                         | Philippe Malaud              |                              | RI puis UDF                  | Matour                       |                   |
| 1979                               | 1982                         | André Billardon              |                              | PS                           | Autun-Nord                   |                   |
| 1982                               | 1985                         | Charles Pleindoux            |                              | DVD                          | Cluny                        |                   |
| 1985                               | 2004                         | René Beaumont                |                              | UDF puis UMP                 | Cuiseaux                     |                   |
| 2004                               | 2008                         | Christophe Sirugue           |                              | PS                           | Chalon-sur-Saône-Nord        |                   |
| 2008                               | 2012                         | Arnaud Montebourg            |                              | PS                           | Montret                      |                   |
| 2012                               | 2015                         | Rémi Chaintron               |                              | PS                           | Louhans                      |                   |
| Président du conseil départemental |                              |                              |                              |                              |                              |                   |
| 2015                               | En cours                     | André Accary                 |                              | UMP puis LR                  | Paray-le-Monial              |                   |

## Compétences

### Action sociale
L'action sociale consiste pour un conseil général à assurer les aides envers les personnes âgées, handicapées, en difficulté, la jeunesse ou les familles. Il a notamment la charge du versement de l’Allocation départementale personnalisée d'autonomie (ADPA) pour les personnes âgées, de la Prestation de compensation du handicap (PCH) pour les personnes handicapées, du Revenu de solidarité active (RSA, ex-RMI) pour les personnes en difficulté, de l'Allocation parent isolé (API) pour les parents isolés ou encore le Fonds de solidarité pour le logement (FSL) pour dans le cadre de l’aide au logement.

#### Voirie
Comme tous les autres conseils généraux, le conseil général de Saône-et-Loire a la charge de la gestion et de la construction de la voirie départementale et de ses infrastructures.

#### Transports départementaux
Le Conseil général de Saône-et-Loire assure les transports scolaires et non-scolaires périurbains sur le territoire.

### Éducation, enseignement et restauration scolaire
Autre compétence obligatoire du Département en termes d'éducation et d'enseignement : la gestion des collèges publics, au nombre de cinquante et un (dont deux cités scolaires) et 50 demi-pensions à ce jour. Le nombre de collèges privés s'élève à : 9.
Les collèges du département représentent (2024) :
- 62 millions d'euros de budget global annuel (masse salariale comprise) ;
- plus de 24000 élèves (public et privé confondus), dont 700 élèves en SEGPA dans les collèges publics ;
- 493 agents pour assurer l'entretien, la maintenance, l'accueil et la restauration ;
- 2 millions de repas servis chaque année dans les restaurants scolaires[9].

### Développement touristique

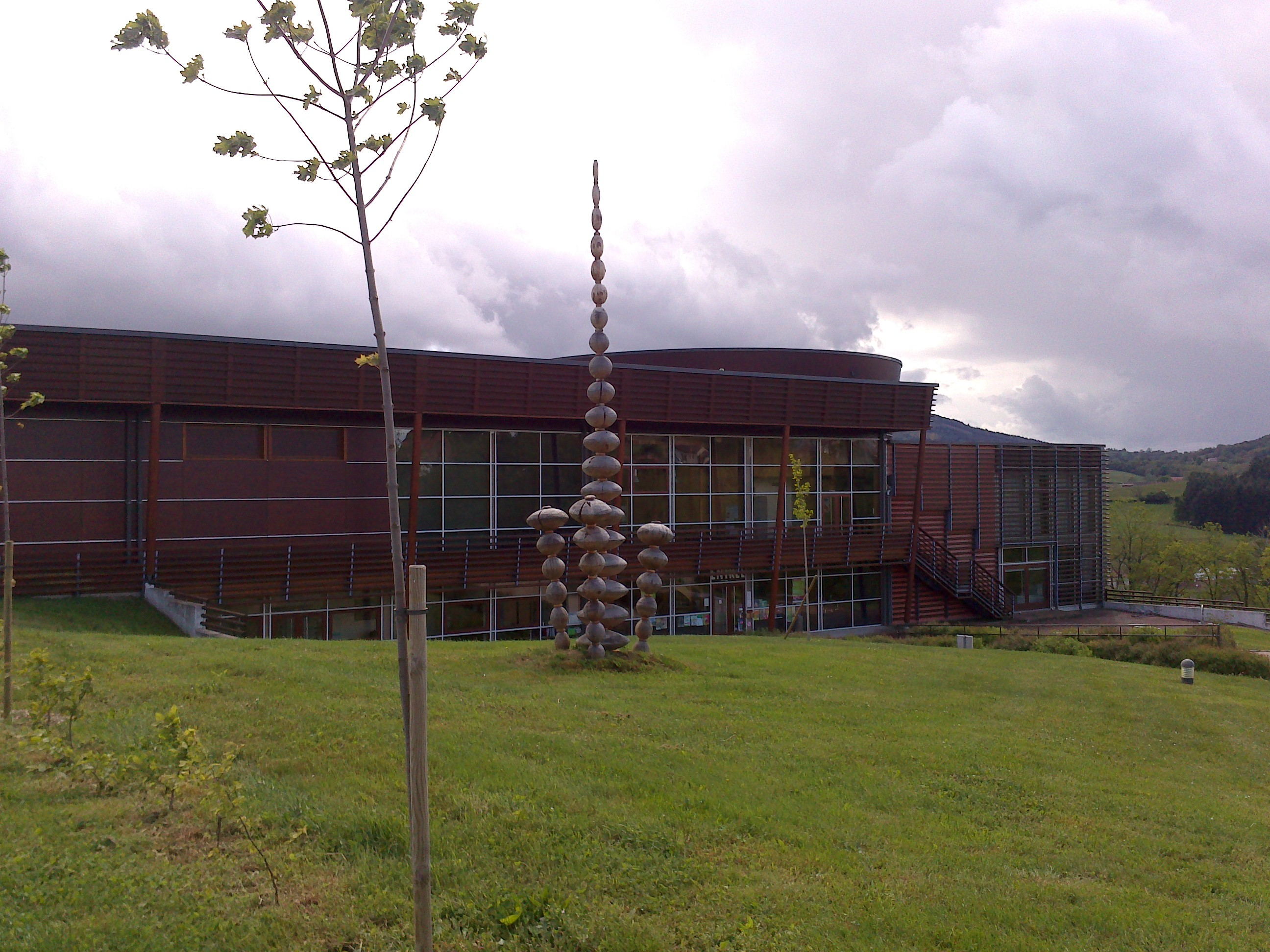
Vue sur le Lab 71, implanté à Dompierre-les-Ormes.

Le conseil général de Saône-et-Loire a mis en place une politique forte de promotion touristique et gère de nombreux sites fortement représentatif de ce territoire qu'est la Bourgogne-du-Sud. Le conseil général a ainsi la responsabilité de plusieurs musées tels que :
- le musée de la Préhistoire situé sous la Roche de Solutré ;
- le Centre Eden ;
- la Maison du Charolais, pour apprendre l'histoire de la viande charolaise, et la déguster au berceau de la race à Charolles ;
- le Lab 71, le pôle scientifique et développement durable du conseil général.

En 2019, le conseil départemental a lancé une application web dénommée Route71-Bourgogne du Sud, créée pour promouvoir le tourisme en Saône-et-Loire, l'objectif étant de fédérer l’ensemble des thématiques du tourisme dans le département : œnotourisme, patrimoine, restauration, hébergements, sport et autres expériences de toutes sortes.

## Budget
L'élaboration du budget est établie tout au long de l'année en suivant le cycle budgétaire. Le budget primitif (BP) pour l'année à venir est arbitré au cours du mois de décembre de l'année précédente, et voté entre janvier et mars. S'ensuit la présentation et le vote de la 1re décision modificative (DM1) au cours du mois de juin, puis le vote de la 2e décision (DM2) durant l'automne. Ces 2 DM permettent un ajustement du budget de l'année en cours en fonction des dépenses et/ou recettes imprévues.
Le budget pour l’année 2014 du département s'élève à 634,4 millions d'euros.

### Recettes
Prévues au budget primitif de 2014, les recettes nettes (hors emprunt) du Conseil général s'élèvent à 561,2 millions d'euros

#### Structure du Budget - Recettes
| Domaine d'action                     | Montant voté en 2014   |
| ------------------------------------ | ---------------------- |
| Dotations de l'État et compensations | 182,6 millions d'euros |
| Recettes diverses                    | 36.4 millions d'euros  |
| Fiscalité directe                    | 164.9 millions d'euros |
| Autofinancement                      | 36.8 millions d'euros  |
| Autre fiscalité indirecte            | 140,5 millions d'euros |
| Emprunts                             | 73.2 millions d'euros  |
| Total Recettes                       | 634.4 millions d'euros |

### Dépenses
Le montant total des dépenses votées en 2014 s'élèvent à 562 millions d'euros
- 88.6 millions d'euros de dépenses d'équipement soit 15.8 % des dépenses.
- 473.4 millions d'euros de dépenses de fonctionnement soit 84.2 % des dépenses.

#### Structure du Budget Dépenses
| Domaine d'action              | Montant voté en 2012   |
| ----------------------------- | ---------------------- |
| Solidarité                    | 315.6 millions d'euros |
| Territoires urbains et ruraux | 74.8 millions d'euros  |
| Éducation, formation          | 70.3 millions d'euros  |
| Environnement                 | 8.9 millions d'euros   |
| Économie, emploi, agriculture | 21.99 millions d'euros |
| Animation des territoires     | 9.9 millions d'euros   |
| Ressources transversales      | 47.2 millions d'euros  |
| Politique financière          | 11.5 millions d'euros  |
| Total Dépenses                | 562 millions d'euros   |

## Identité visuelle (logo)

Ancien logo du conseil général jusqu'en mars 2010.
Logo du conseil général (2010-2022) symbolisant la Saône et la Loire ainsi que le nombre 71.
Logo depuis 2022.